# ヤマハ・MG-M
MG-M（エムジー・エム）は、ヤマハが開発・発売した、日本のロックユニットであるB'zのギタリスト、松本孝弘モデルのエレクトリックギターである。

## 概要
ヤマハ MG-Mはヤマハが同社のMGシリーズをベースに松本孝弘に製作したシグネイチャーモデルエレクトリックギター。TM NETWORKサポート時代の1988年にT'S TOYS（孝弘の玩具）とプリントされた黒、B'zデビュー後、白のプロトタイプを使用し、初期のライブからブルーサンバーストをメインで使用する。1990年から1993年頃まで使用していたMG-MII、ネックのグリップ形状等がギブソンレスポールを意識したMG-M Custom等が存在する。MG-MIIからはロック式トレモロが採用され、グラフィックペイントのモデル、サスティナー搭載モデル、ダブルネックなど多くのMG-Mが製作された。
重量が軽く（MG-M Customはレスポールを意識したため重い物も存在する）、取り回しが良いため当時多くのギタリストに愛用された。レスポール等を使用することが多くなった松本が今でもレコーディングでMG-Mを使用していることからも、MG-Mが良質なギターであることが判る。
また、FENCE OF DEFENSEの北島健二が、MG-M CUSTOMを基に制作されたシグネイチャーモデル「MG-M CUSTOMPro」をメインで使用している（市販はされていない）。
MG-Mは市販もされたが、2013年6月現在、生産されていない。

## 市販モデル一覧
- MG-M 販売期間:1989年10月～1992年　定価65000円
バスウッドボディ、ロングスケール・メイプル22F (648mm)、色はブルーサンバースト。ブリッジは固定式でトレモロアームはついていない。
- MG-MII 販売期間:1990年10月～2002年　定価75000円
フロイド・ローズ式のトレモロユニット『Rockin'Magic-ProII』を採用。他はMG-Mと同仕様
- MG-MIIG 販売期間:1991年10月～2002年　定価85000円
ピックアップのハムを"FORCUS"-SH1T (Ceramic) から"LIVE"-GH1 (AlnicoV) へ変更。色は紫と黒の"NEON-LIGHT"Graphic。
- MG-MIII 販売期間:1993年11月～1996年　定価88000円
ボディの角が丸みを帯びた形状から角ばった形状へ変更、ミディアムスケール (628mm)、ピックアップはセンターを無くし2ハム化 ("LIVE-GH1" "LIVE-GH6")、色はゼブラフィニッシュ。
- MG-M Custom（ハードケース付き） 販売期間:1993年11月～1996年　定価220000円
当時松本が使用していたものと同じスペックで販売。
ボディは、メイプル+スプルース+メイプル+マホガニーの4層構造、ネックはメイプルとマホガニーの5層構造でセットネック、ジャンボフレット、指板にバインディングあり。ピックアップはYGDH-5B（ディマジオ PAF）、YGDH-6B（ディマジオ TONE ZONE）を前後共にダイレクトマウント。ブリッジはRockin'Magic-ProIII。ペグやブリッジなどのハードウェアがこのモデルだけのミラーブラック。

また、これらの他にもイケベ楽器がヤマハにオーダーしたHMG-IIIZFというモデルも存在する。
- HMG-IIIZF　販売期間:1995年頃　販売価格68000円
MG-MIIIと同様のゼブラフィニッシュではあるが、ボディがメイプルトップ・バスウッドバック仕様、ハードウェアはクロームカラー、ポジションマークはドットタイプになっているなどの違いがある。

## モデル一覧と代表的な使用作品
- MG-M prototype Black "T'S TOYS"（1988年）
- MG-M prototype WHITE （1989年）
「BAD COMMUNICATION」のPV等で使用。
- MG-M BLUE （1989年）
- MG-MII prototype purple（1990年）
『B'z LIVE-GYM "BREAK THROUGH"』で使用。カーリーメイプルトップ、マホガニーバック仕様。
- MG-MII BLUE （1990年）
『RISKY』で使用。所有機3本の内2本が『B'z LIVE-GYM Pleasure '93 "JAP THE RIPPER"』で演奏され、爆破された。残りの1本が『B'z LIVE-GYM Pleasure 2008 -GLORY DAYS-』で演奏された「だからその手を離して」で使用された。
- MG-MIIG Neon （1991年）
「LADY NAVIGATION」「ALONE」「BLOWIN'」 で使用。プロトタイプの為、紫色のラインが市販品よりも太い。
- MG-M CUSTOM NATURAL （1993年）
『B'z LIVE-GYM '93 "RUN"』で使用。12フレットのインレイがチョーカーになっている。
- MG-M CUSTOM ZEBRA （1993年）
「JAP THE RIPPER」で使用。2本製作され後に1本はサスティナーを搭載する改造が施され2003年頃までレコーディングで使用されていた。2023年に再度改造され両PUを白黒ボビンのハムバッカーに変更、またナットも交換されている。同年の『B'z LIVE-GYM Pleasure2023 -STARS-』にて「JAP THE RIPPER」を演奏。もう1本はGLAYのTAKUROに譲っている。
- MG-MIII ZEBRA （1994年）
廉価版。ゼブラの白色に淡い緑色が付け加えられている。本人は使用していない。
- MG-M CUSTOM Red Sunburst （1994年）
『B'z LIVE-GYM '94 "The 9th Blues"〈PART2〉』や「love me, I love you」のレコーディングで使用。キルトメイプルトップ、マホガニーバック仕様。イケベ楽器特注品。
- MG-M CUSTOM Black Burst （1994年）
『B'z LIVE-GYM '94 "The 9th Blues"〈PART2〉』やシングル『love me, I love you』のジャケット、「LOVE PHANTOM」のレコーディング、『B'z LIVE-GYM Pleasure '95 "BUZZ!!"』で使用。ボディにもバインディングが施され、マッチングヘッド、レスポールと同じ三点スイッチ仕様になっている。同仕様の物が2本製作された。
- MG-M CUSTOM Double Neck
日本文化好きなヤマハUSAのビルダーが製作。ピックアップはHSHレイアウトで指板にはビルダーの趣味で「大五郎」の文字や侍のインレイが施されている。